# Walter Munk
Pour les articles homonymes, voir Munk.
Walter Heinrich Munk, né à Vienne (Autriche-Hongrie) le 19 octobre 1917 et mort à La Jolla (États-Unis) le 8 février 2019, est un océanographe américain.
Professeur émérite de géophysique, il a porté le titre de Secretary of Navy/Chief of Naval Operations Oceanography Chair à l'institut d'océanographie Scripps à La Jolla (Californie).

## Biographie
Né en 1917 à Vienne (Autriche-Hongrie), Walter Munk fut envoyé en pension dans une école préparatoire pour garçons dans l'État de New York en 1932,. Sa famille avait choisi New York car elle envisageait que le jeune Walter fasse une carrière dans la finance dans une banque new-yorkaise liée à l'entreprise familiale. Son père, Hans Munk, et sa mère, Rega Brunner, avaient divorcé alors que Walter était encore enfant. Son grand-père maternel était Lucian Brunner (1850-1914). Son beau-père, Dr Rudolf Engelsberg, fut brièvement membre du gouvernement autrichien du président Engelbert Dollfuss.
Walter Munk travailla trois ans à la banque et étudia à l'université Columbia. Il n'aimait pas la finance et quitta la banque pour étudier au California Institute of Technology, où il obtint sa licence en physique en 1939. Il fit un stage à l'Institut d'océanographie de Scripps et l'année suivante, le directeur de Scripps, le distingué océanographe Harald Ulrik Sverdrup, l'accepta en programme de doctorat mais lui fit savoir qu'il ne connaissait pas un seul poste d'océanographe disponible dans les dix prochaines années.
Walter Munk termina sa maîtrise en géophysique en 1940 et le doctorat en océanographie à l'université de Californie à Los Angeles en 1947. L'Institut d'océanographie Scripps à La Jolla l'embaucha en tant qu'assistant professeur de géophysique. Il devint professeur en 1954.
Il devient conseiller en matière de vagues et marées auprès des alliés lors des préparations du débarquement en Normandie en 1944.
En 1968, Walter Munk devint membre du comité JASON, un panel de scientifiques qui conseille le gouvernement américain.
Le 20 juin 1953, Walter Munk épousa Judith Horton. Elle était active à l'Institut d'océanographie de Scripps pendant plusieurs décennies, contribuant à son architecture, planning et à la rénovation et réutilisation de bâtiments historiques. Judith Munk est décédée le 19 mai 2006. Walter Munk se remaria avec Mary Coakley en juin 2011.

## Récompenses

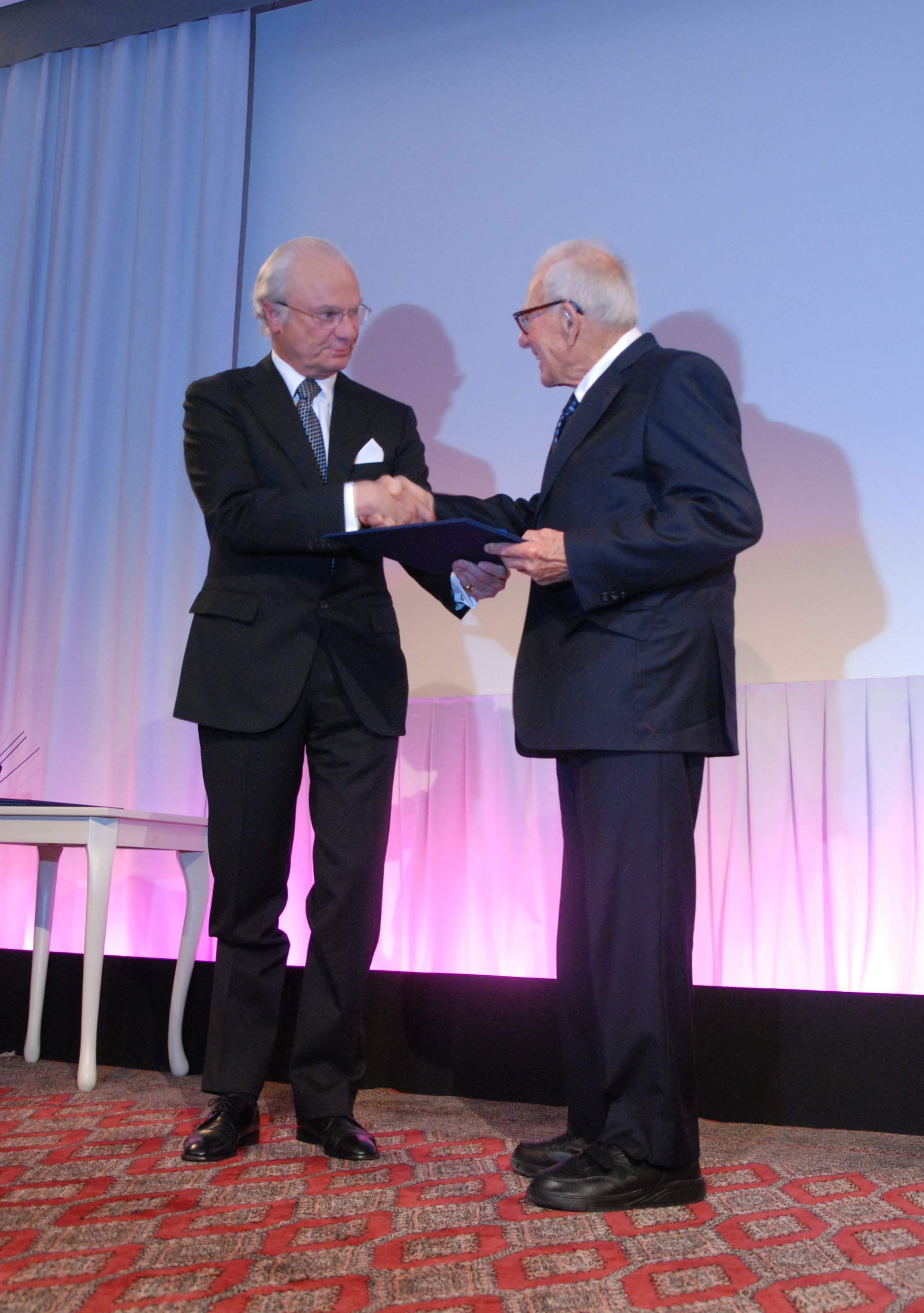
Charles XVI Gustave de Suède remet le prix Crafoord à Walter Munk

Walter Munk a été élu à l'Académie nationale des sciences en 1956 et à la Royal Society de Londres en 1976. Il a reçu à la fois la bourse Guggenheim (trois fois) et la bourse du programme Fulbright. Il a également été élu Scientifique de Californie de l'année par le musée des sciences et de l'industrie en Californie en 1969.
Parmi les nombreux autres prix et distinctions que Walter Munk a reçu, on peut citer l'Arthur L. Day Medal, de la Société américaine de géologie en 1965, la Sverdrup Gold Medal (en) de l'American Meteorological Society en 1966, la Médaille d'or de la Royal Astronomical Society en 1968, la première médaille Maurice-Ewing (en) parrainée par l'Union américaine de géophysique et l'US Navy en 1976, la médaille Alexander-Agassiz  de l'Académie nationale des sciences en 1977, le Captain Robert Dexter Conrad Award (en) de l'US Navy en 1978, la National Medal of Science en 1983, la médaille William-Bowie de l'Union américaine de géophysique en 1989, le prix Vetlesen en 1993, le prix de Kyoto en 1999, la première Prince Albert I Medal (en) en 2001, et le prix Crafoord de l'Académie royale suédoise des sciences en 2010 « pour ses contributions novatrices et fondamentales à notre compréhension des courants océaniques, des marées et des vagues, et leur rôle dans la dynamique de la Terre. »
En 1993, Walter Munk a été le premier récipiendaire du prix Munk Walter (en) donné « en reconnaissance de recherche émérite en océanographie liée au son et la mer. » Ce prix est décerné conjointement par la Société d'océanographie (en) , l'Office of Naval Research et le Naval Oceanographic Office du département de la Défense des États-Unis.

## Livres
- (en) Walter H. Munk et Gordon J. MacDonald, The rotation of the earth; a geophysical discussion,, Cambridge, University Press, coll. « Cambridge monographs on mechanics and applied mathematics. », 2009 (réimpr. 1975) (1re éd. 1960), 323 p. (ISBN 978-0-521-10406-7, OCLC 535976)
- (en) Walter Munk, Peter Worcester et Carl Wunsch, Ocean acoustic tomography, Cambridge New York, Cambridge University Press, coll. « Cambridge monographs on mechanics », 1995, 433 p. (ISBN 978-0-521-47095-7, OCLC 31609701)
- (en) Stanley M. Flatté (ed.), R. Dashen, W. H. Munk, K. M. Watson et F. Zachariasen, Sound transmission through a fluctuating ocean, Cambridge England New York, Cambridge University Press, coll. « Cambridge monographs on mechanics and applied mathematics », 1979, 299 p. (ISBN 978-0-521-21940-2, OCLC 4136660).

## Documentaires/films
- Waves Across the Pacific (1963)
- One Man's Noise: Stories of An Adventuresome Oceanographer (1994) (YouTube link)
- Perspectives on Ocean Science: Global Sea Level: An Enigma (2004) (YouTube link)
- The Sound of Climate Change (2010)  Munk's Crafoord Prize Lecture